# 任迪簡
任迪簡（？—？），京兆萬年（今陝西省西安市）人，唐朝義武節度使，去世後被追贈為刑部尚書，謚襄。

## 生平

### 呷醋節帥
任迪簡早年為進士，後來擔任天德軍李景略的判官，有一次軍宴，倒酒的人倒酒時誤把醋當成酒並斟滿，任迪簡一聞便知道是醋，但由於李景略治軍嚴厲，任迪簡擔心倒酒的人因此被殺，於是將醋喝完，接著又以酒的濃度不夠高為由換酒，回去時甚至還吐血，軍中將士們都很感激他，任迪簡因此被當時的人們稱為呷醋節帥。
貞元二十年（804年）李景略去世，軍中將士們擁戴任迪簡為統帥。監軍知道後，將任迪簡拘留到其他房間安置，將士們救出任迪簡，監軍察覺情況有變，於是上報朝廷，唐德宗便頒布詔書任命任迪簡替代李景略的職務，任迪簡被任命為豐州刺史、天德軍使。自殿中授兼御史大夫、散騎常侍。入朝擔任太常少卿、汝州刺史、太子左庶子。

### 時局動盪
元和五年（810年），義武節度使張茂昭請求中央任命其他人代替他的職務，張茂昭呈了四次奏章，唐憲宗才答應，任迪簡被任命為義武行軍司馬，張茂昭離開後，十月十一日楊伯玉發動叛變，任迪簡被囚禁。十月十四日，將士反抗兵變，楊伯玉被殺，任迪簡復位。兵馬使張佐元叛亂，任迪簡又被囚禁，任迪簡向叛軍請求准許他辭職回朝廷，幾天後任迪簡征討並斬殺張佐元，將士們再次擁立任迪簡掌管軍中事務。此時，易州、定州資源庫存耗盡，任迪簡沒任何東西能犒賞將士，只得準備糙米飯，與將士們一同進餐，親自在軍營住了一個月，將士們深受感動，眾人請任迪簡回家就寢，任迪簡答應，自此任迪簡職位才逐漸安穩起來。唐憲宗因此次事件犒賞給易州、定州的將士們綾絹十萬匹。十月二十五日，任迪簡被任命為義武節度使。

### 猝然長逝
元和年間，唐憲宗命六鎮節度使發兵王承宗，任迪簡當時病重無法帶兵，渾鎬升任義武軍節度副使，後來代替任迪簡為義武節度使。
任迪簡病重時，被任命為工部侍郎，回到朝廷後，因已無法上朝，改任太子賓客，於任內逝世，追贈為刑部尚書。

## 家庭
任迪简的高祖父为初唐宰相任雅相。任迪简的父親任鵬，曾擔任陵州刺史。任迪簡之子任憲，字亞司。

## 評價
- 胡三省：憲宗用任迪簡而得易定，穆宗用張弘靖而失幽燕，節鎭命代，可不謹哉！《胡三省注資治通鑒》

## 延伸阅读
[在维基数据编辑]
 《舊唐書·卷185下》，出自刘昫《舊唐書》
 《新唐書·卷170》，出自《新唐書》